# Thomisus lobosus
Thomisus lobosus är en spindelart som beskrevs av Benoy Krishna Tikader 1965. Thomisus lobosus ingår i släktet Thomisus och familjen krabbspindlar. Inga underarter finns listade i Catalogue of Life.